# 建仁寺
建仁寺（けんにんじ）是位在日本京都府京都市東山區的寺院，臨濟宗建仁寺派大本山。山號「東山」（とうざん）。本尊釋迦如來、開基（創立者）為源賴家、開山（初代住持）為榮西，在京都五山中位居第三位。

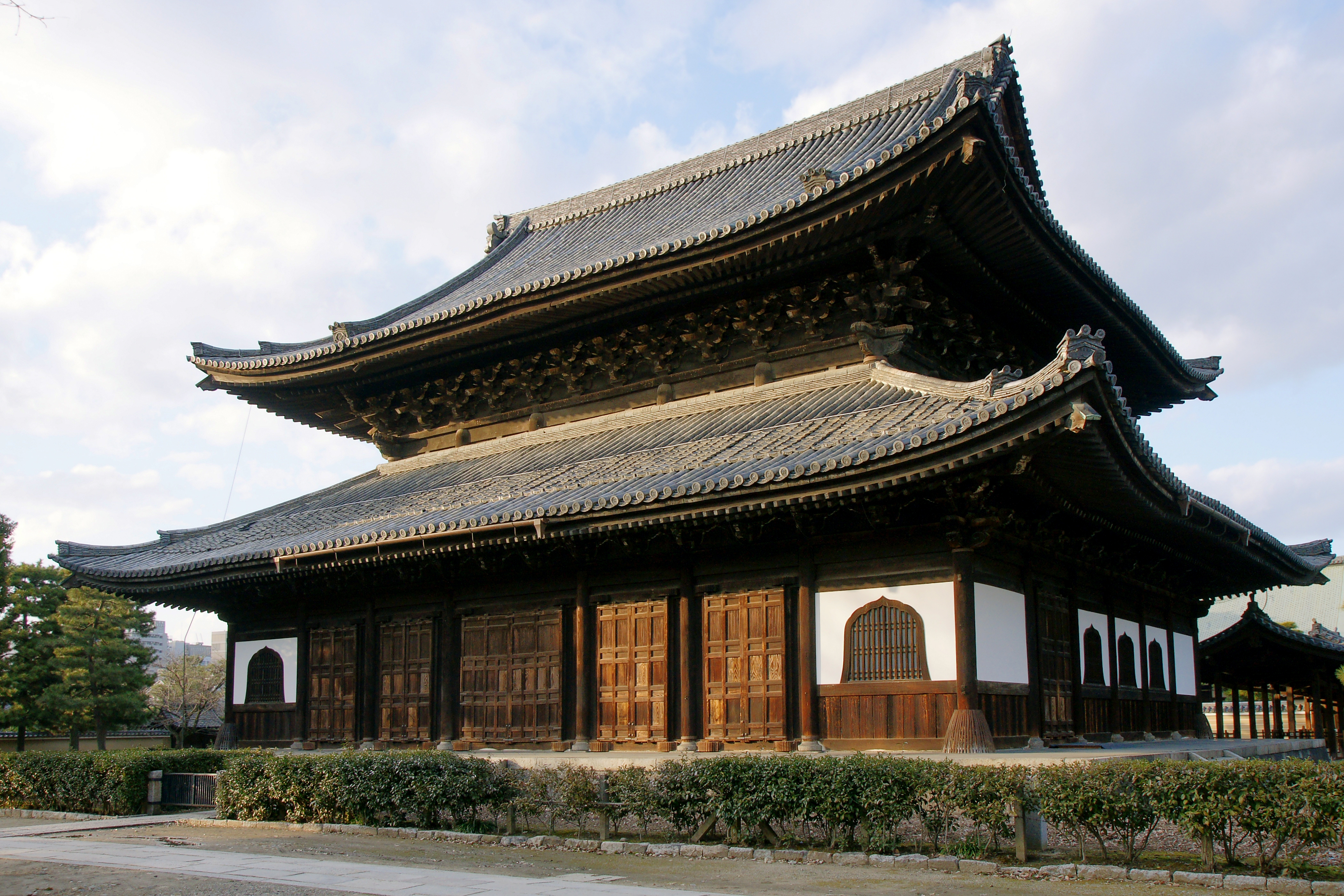
法堂
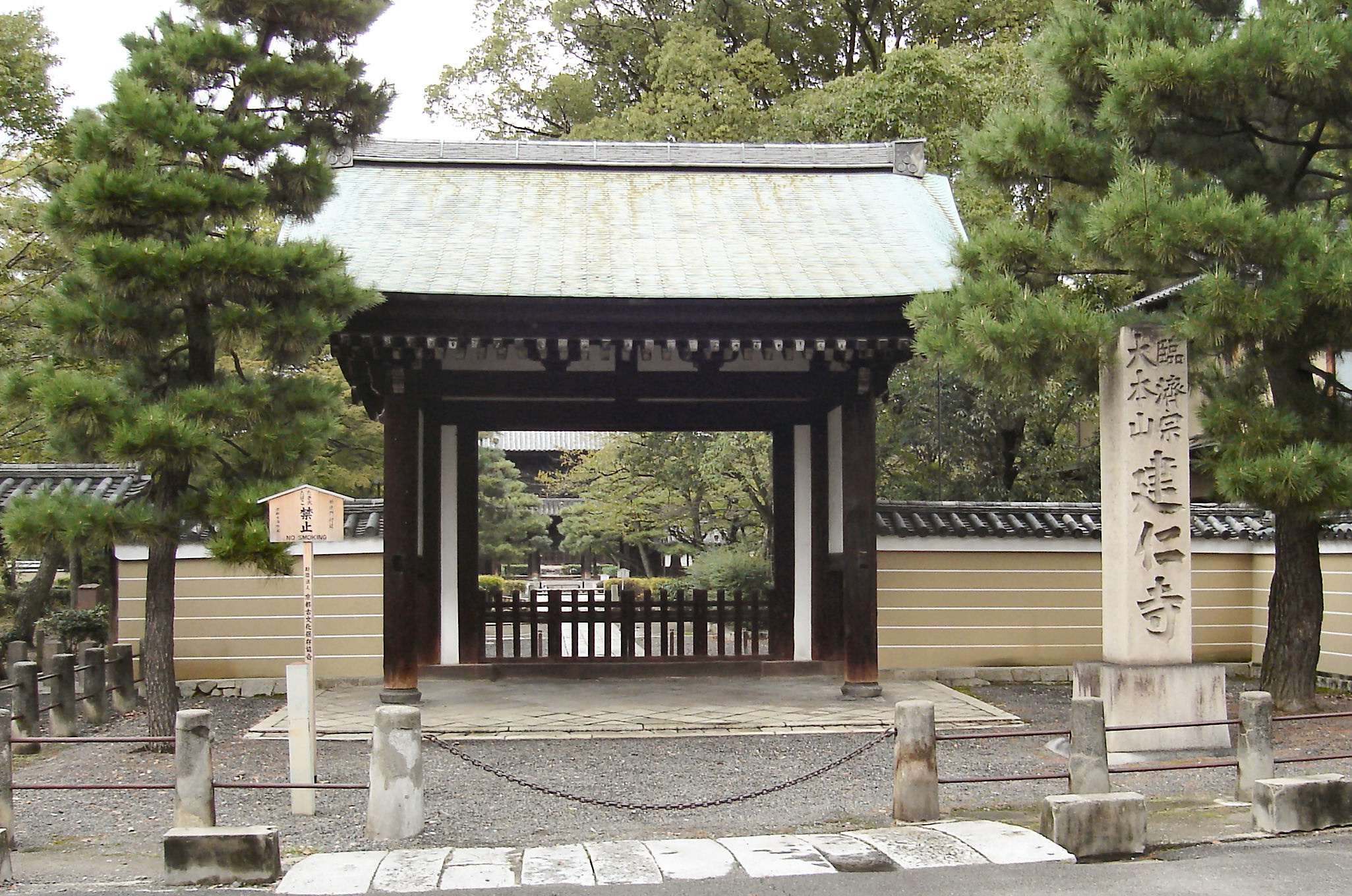
勅使門
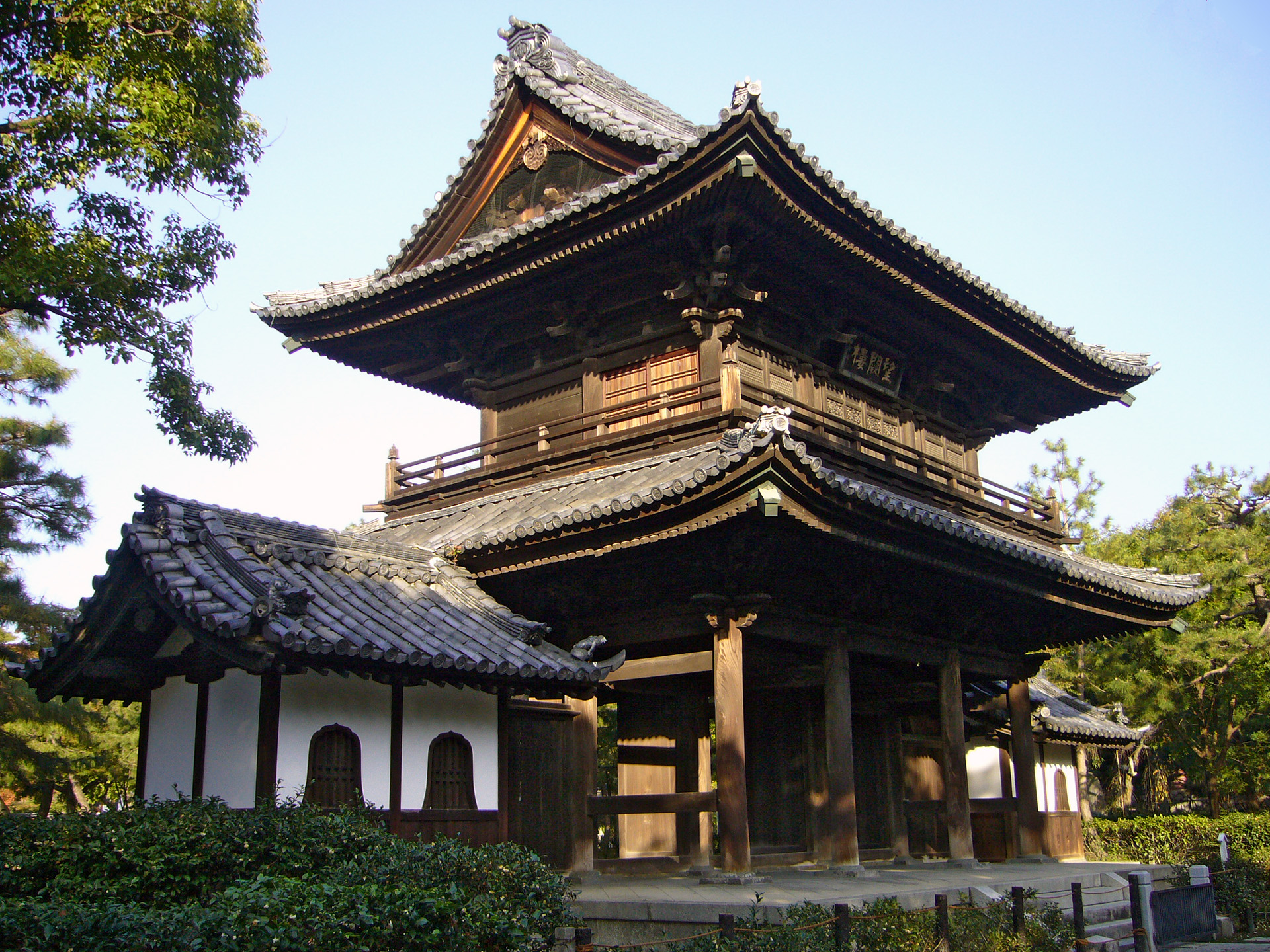
望闕樓
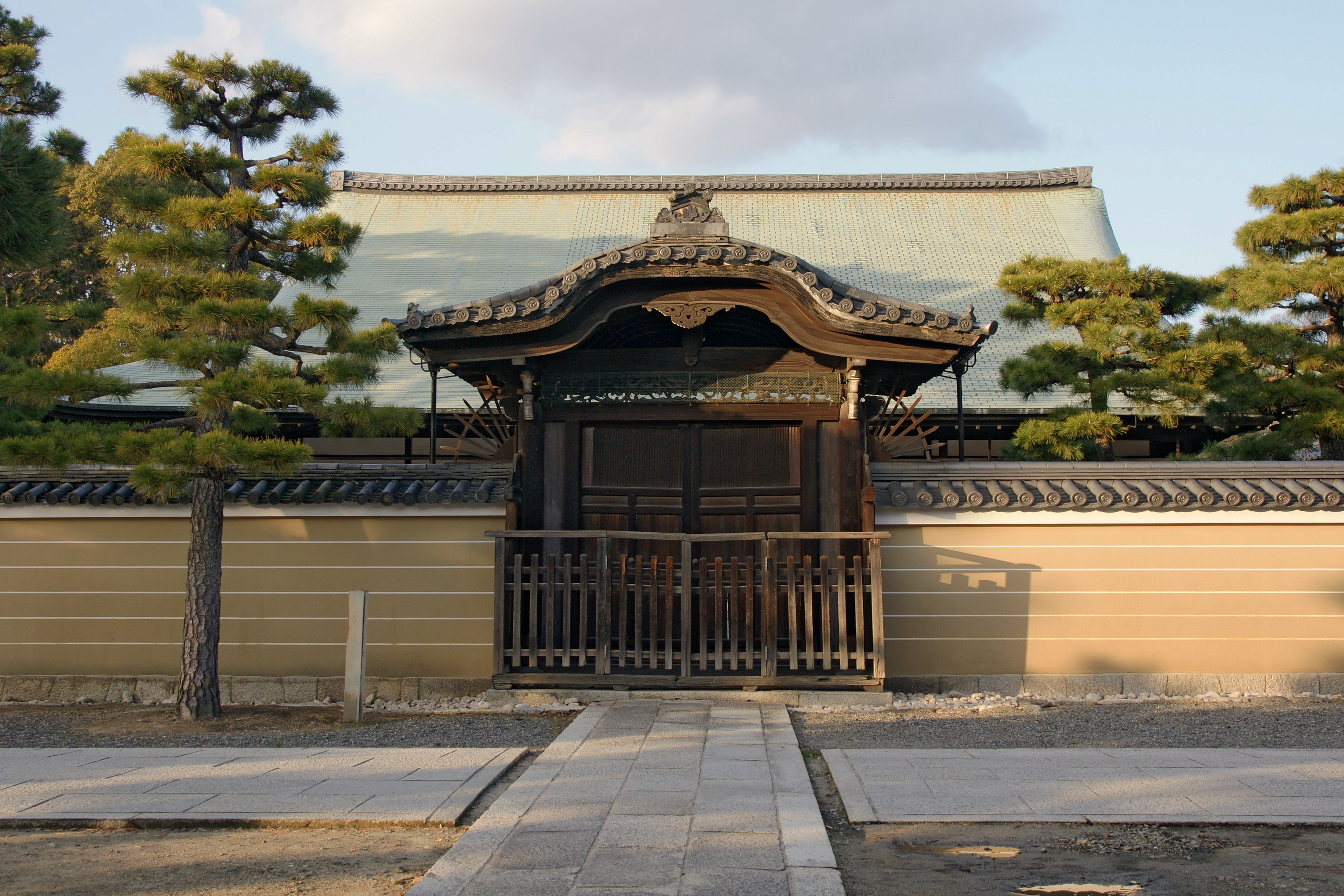
方丈
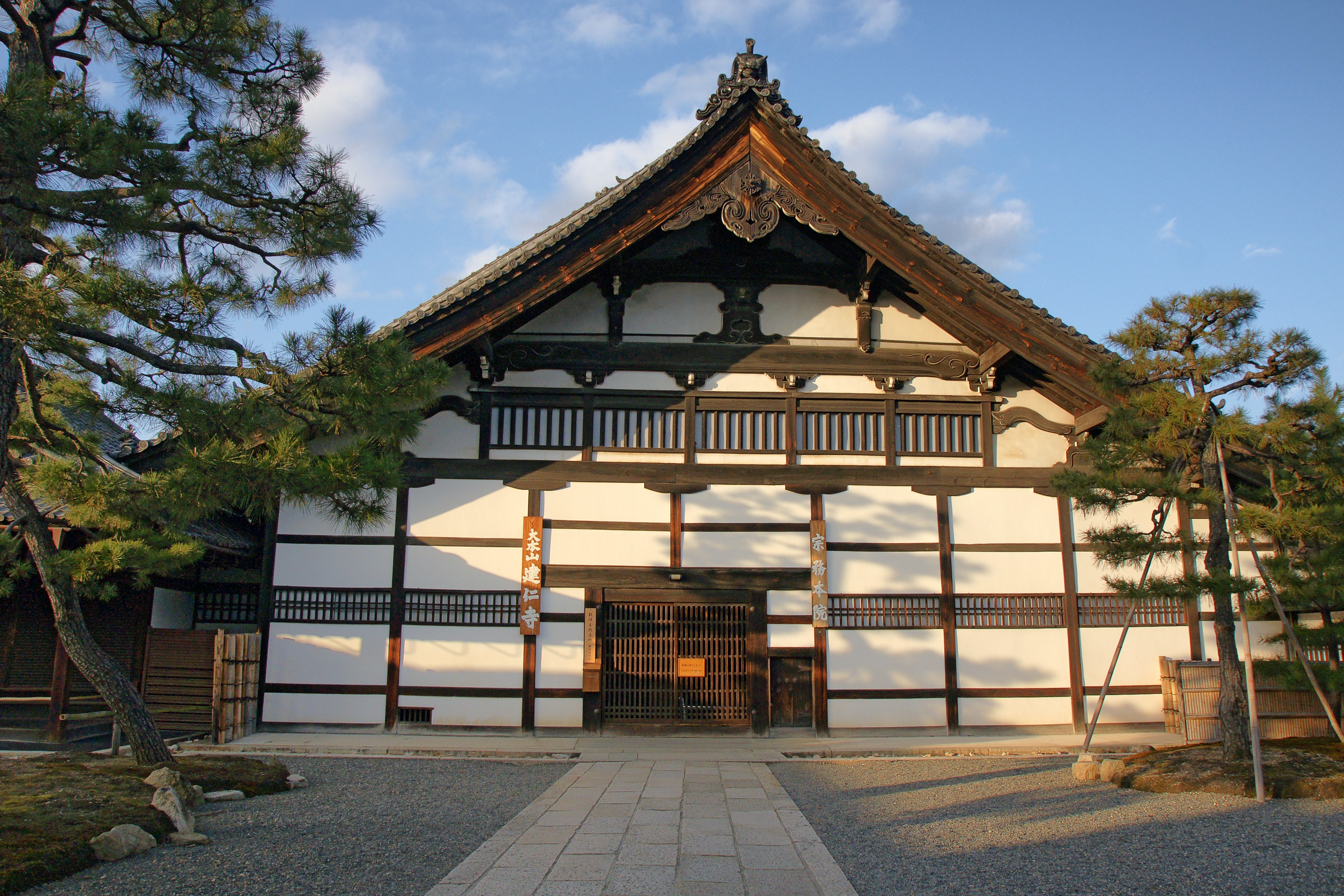
本坊

## 歷史
建仁寺為鐮倉幕府第二代將軍源賴家於建仁二年(1202年)所創建，並授命自中國宋朝習得臨濟宗禪法後，學成歸國的榮西禪師為開山祖師，並以當時的年號「建仁」命名為「建仁寺」。亦開設一個台、密、禪三宗兼學的道場。而榮西禪師自中國學成歸國後，即開始大興臨濟宗禪法，並將中國的茶和其禮儀傳入日本，因此榮西禪師也被尊稱為「茶祖」。

## 外部連結
- 建仁寺 （页面存档备份，存于）